# 索菲特酒店

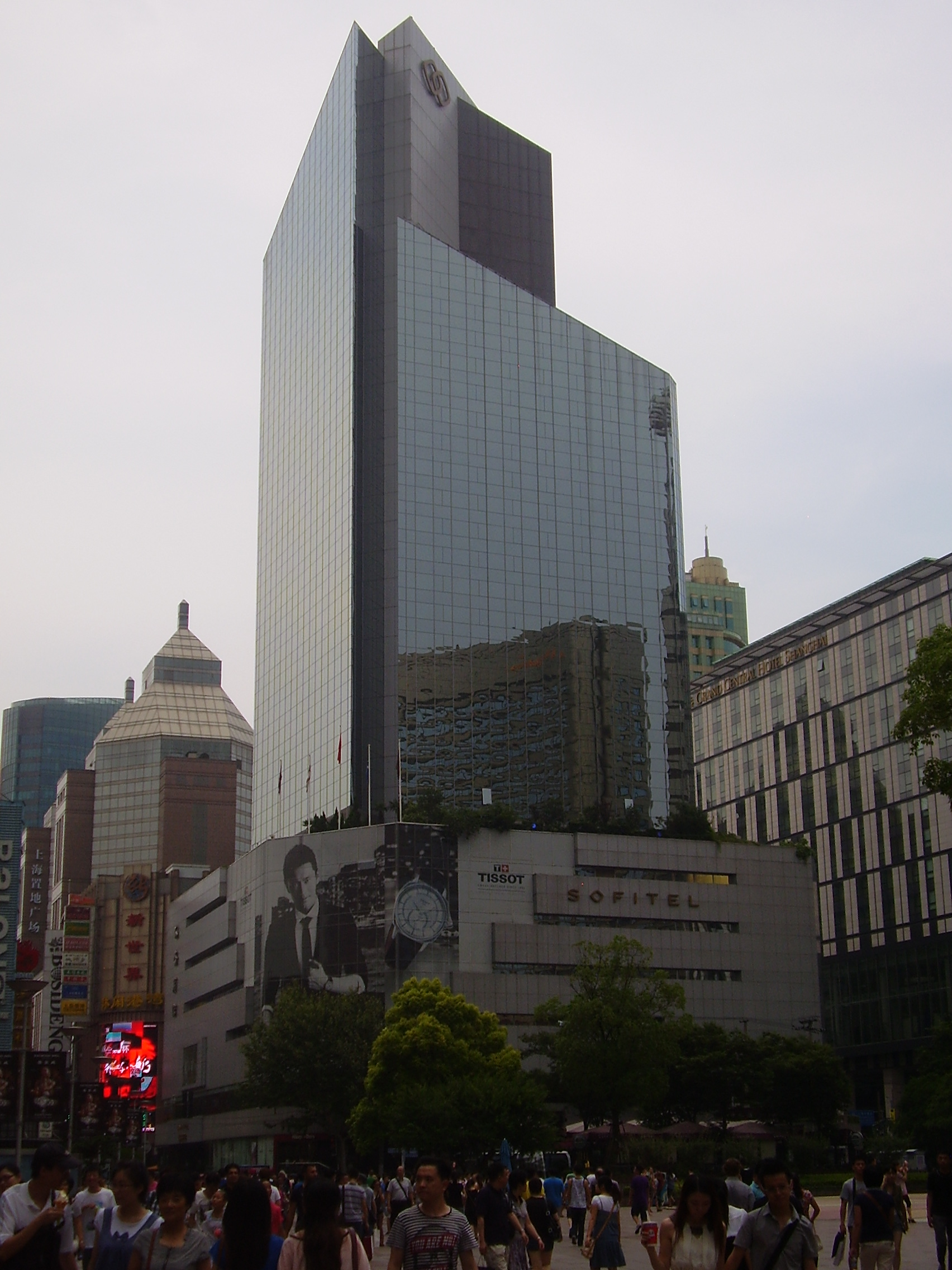
上海索菲特海仑宾馆

索菲特酒店（Sofitel）是一家跨國酒店品牌，其連鎖的酒店分布於40個國家地區，共有192家連鎖店。首家索菲特酒店1964年於法國斯特拉斯堡，1997年加入雅高集團。

## 奖项
- 2001年Audubon International頒給美国伊利诺州的Sofitel Chicago Water Tower  GreenLeafTM 环境奖。這個獎是頒給與Audubon International配合，參與節能、節約物料並嘗試更友善地對待環境的旅館。

## 分店
吳哥皇家索菲特度假酒店（Sofitel Royal Angkor Resort And Spa）是雅高集團的索菲特連鎖酒店之一，位於柬埔寨，是一家融合法國和柬埔寨建築風格的五星級酒店，占地3萬平方公尺，共有5座建築，238個房間。酒店內設有國際級18洞高爾夫球場，是唯一設有高爾夫球場的吴哥酒店。吳哥索菲特酒店的地址是Vithei Charles de Gaulle Khum Svay Dang Kum Angkor，距離暹粒國際機場約7公里，距吳哥窟約4公里。
安潔莉娜裘莉主演的2001年好萊塢電影「古墓奇兵」拍攝期間即是下榻於吳哥皇家索菲特酒店。

## 图册

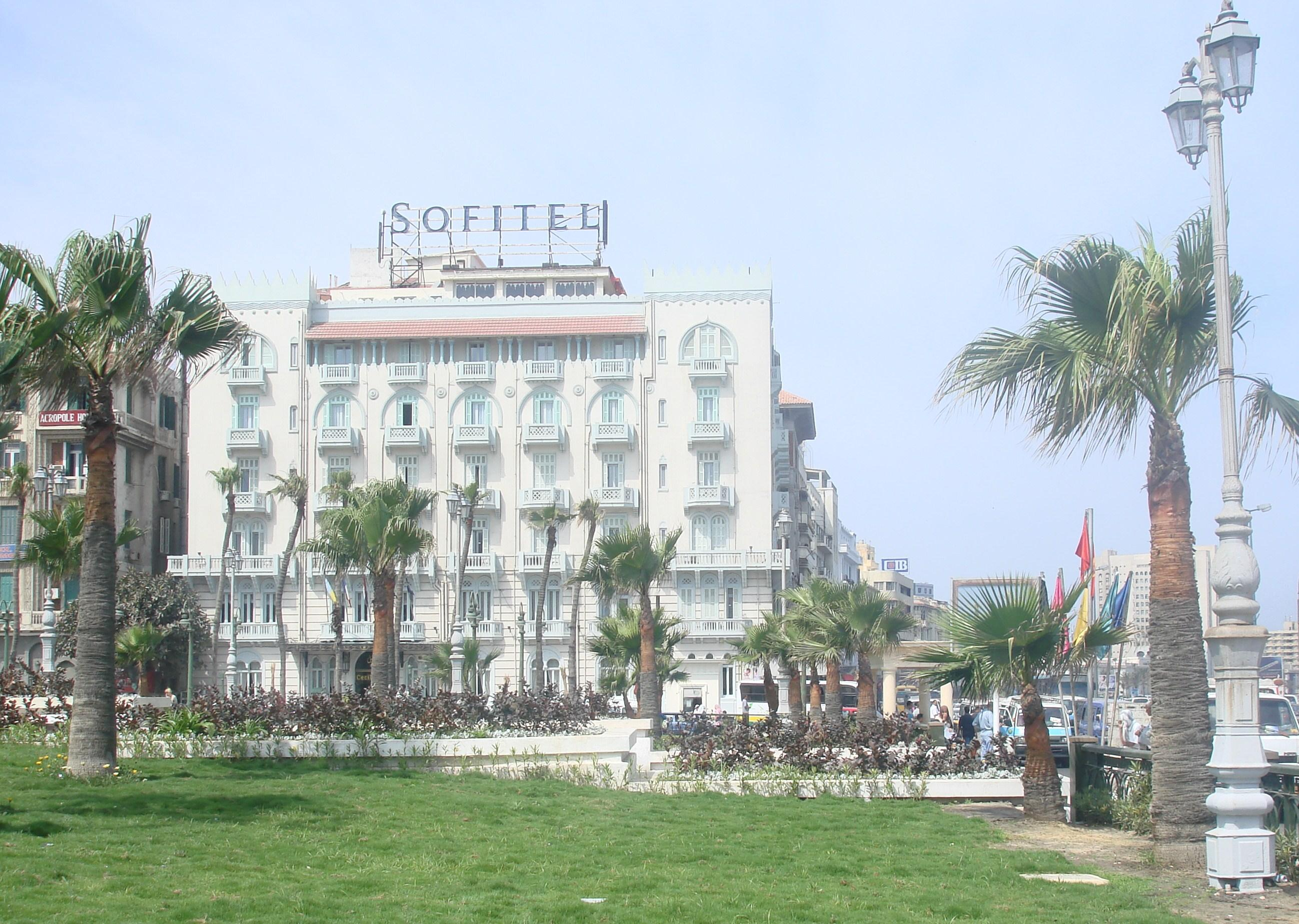
埃及亞歷山卓
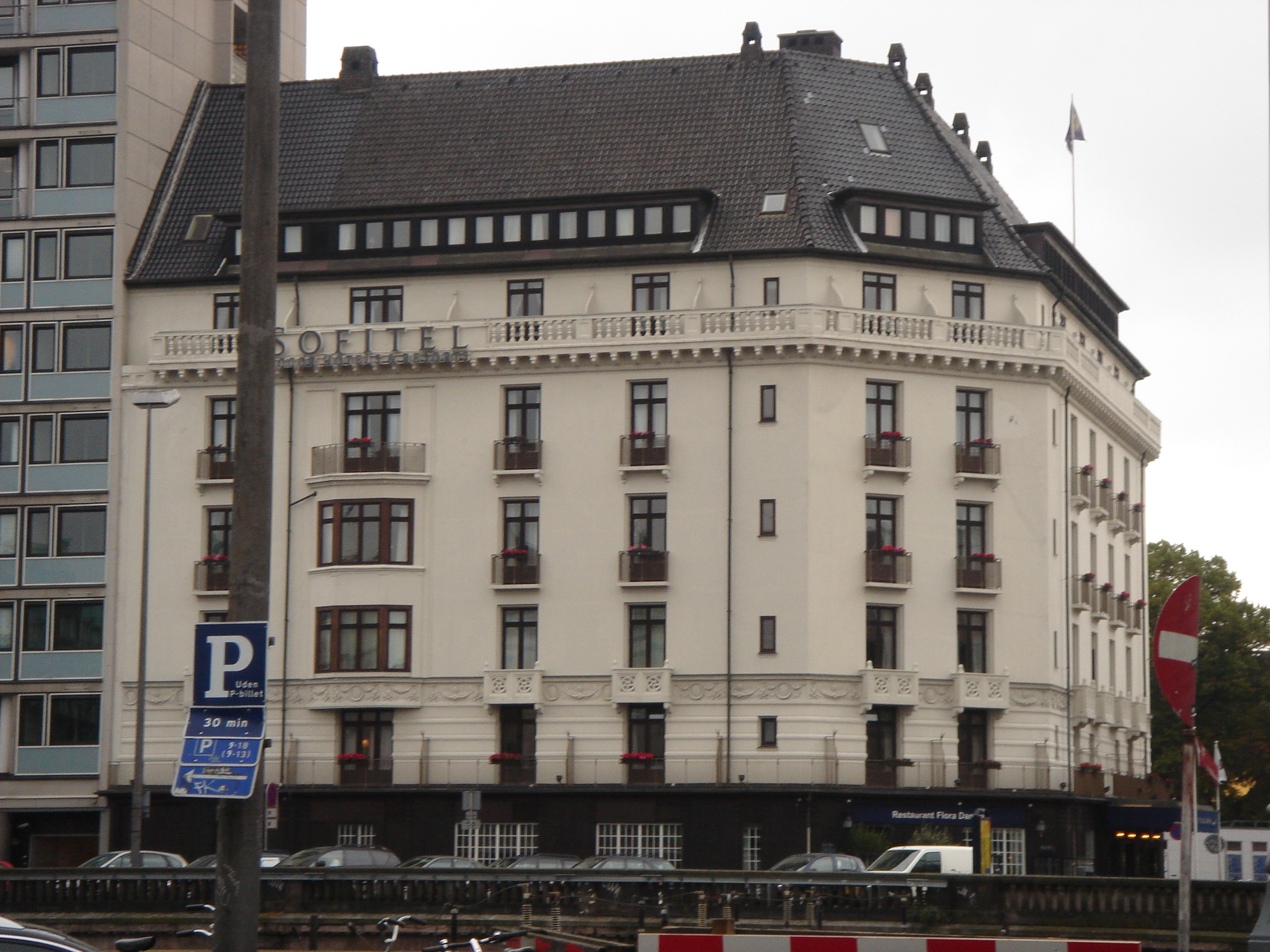
丹麥哥本哈根